# Fargo DF
Fargo DF − mały plażowo-terenowy samochód osobowy produkowany przez francuską firmę Fargo.

## Dane techniczne
- silnik: 1,1 l (1124 cm³)[1]
- Moc maksymalna: 60 KM przy 6200 obr./min[1]
- Prędkość maksymalna: 140 km/h[1]